# Nepomukbrücke (Bruchsal)
Koordinaten: 49° 7′ 21,4″ N, 8° 36′ 11,8″ O

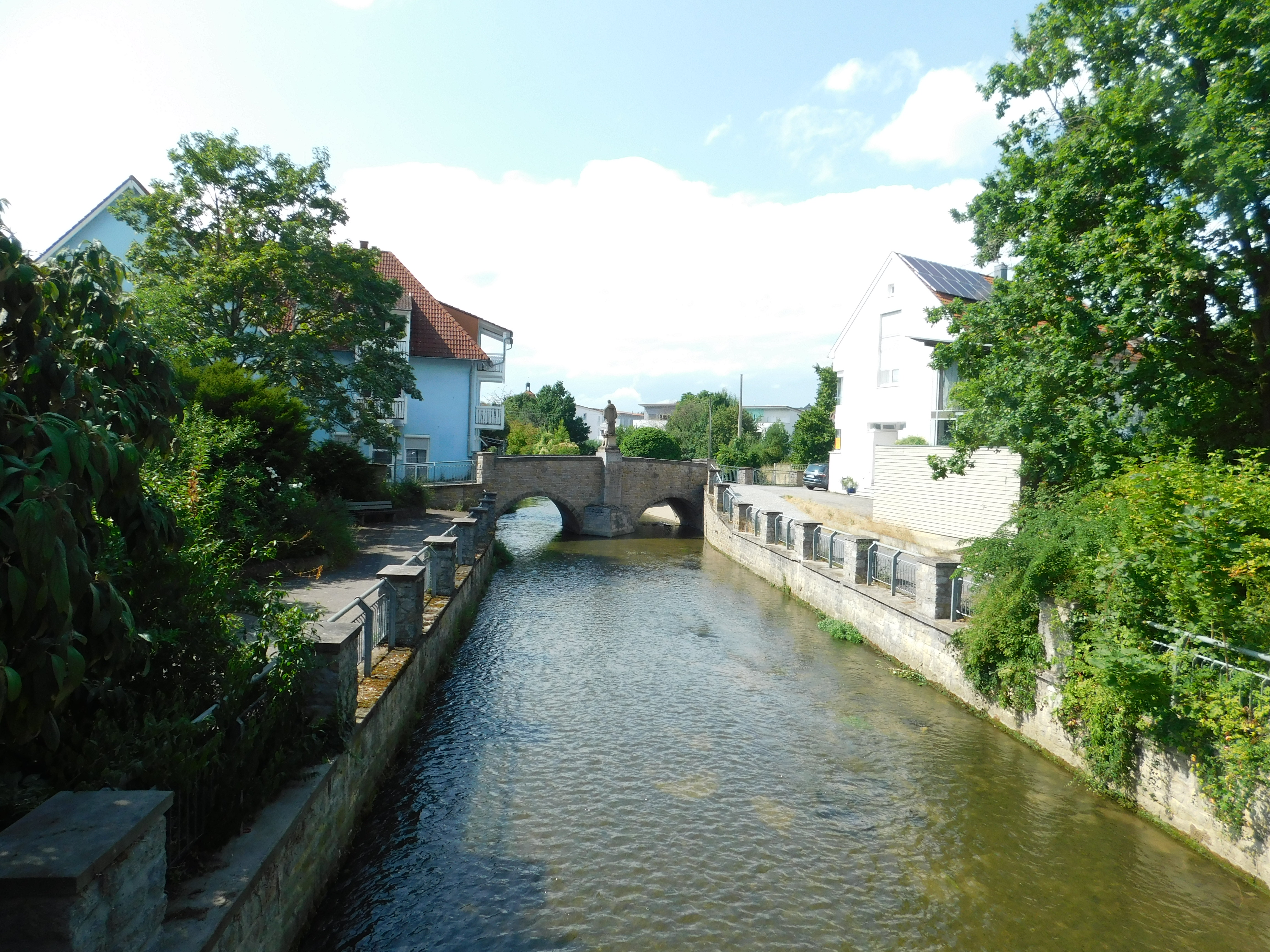
Nepomukbrücke Bruchsal 2023 Totale

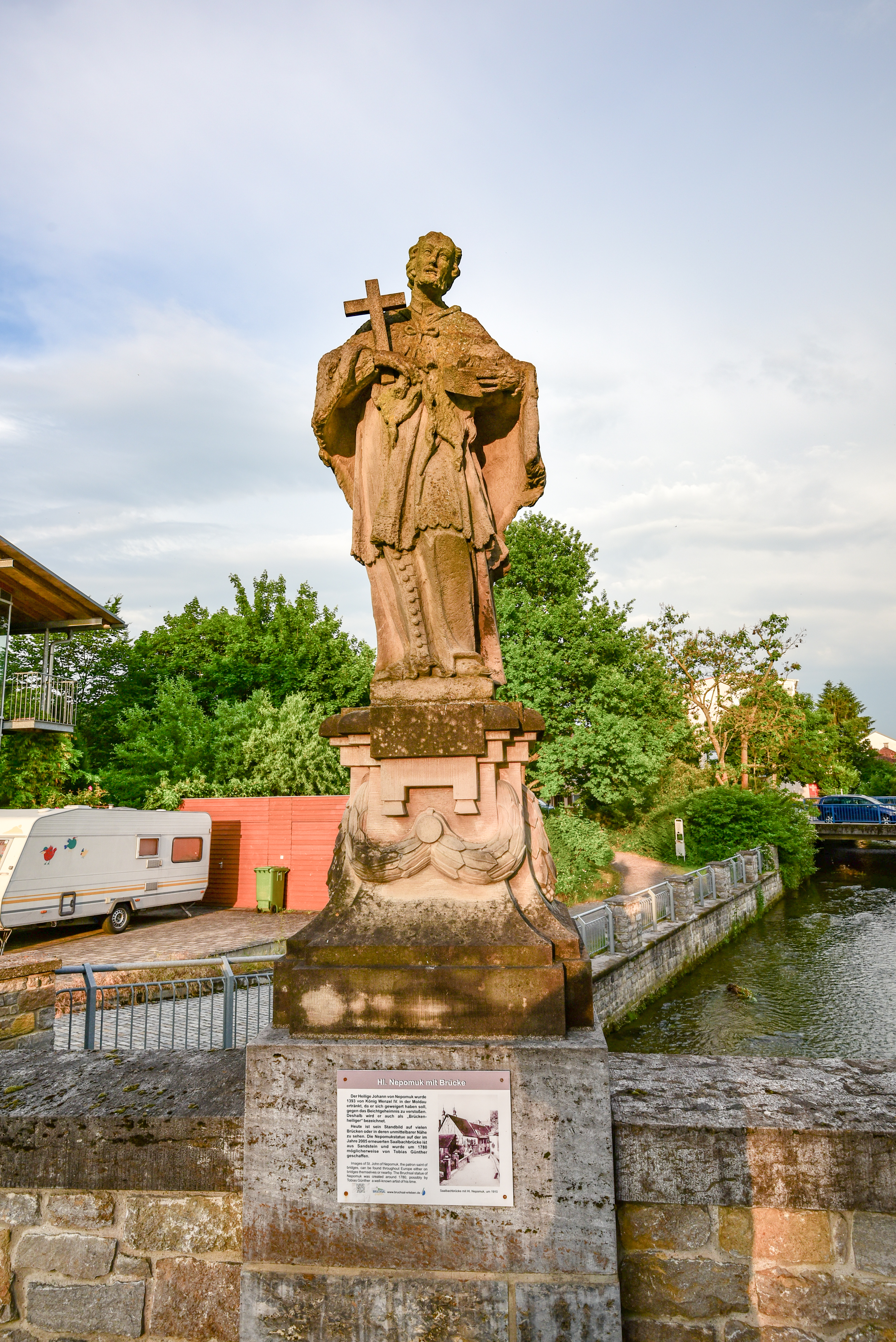
Statue des Hl. Nepomuk Bruchsal auf der Brücke

Die Nepomukbrücke ist eine Brücke in Bruchsal im baden-württembergischen Landkreis Karlsruhe. Hier überquert die Klosterstraße den Saalbach. Unweit liegt auch die Stadtkirche St. Peter.

## Geschichte und Name
Das Bauwerk stammt aus dem 18. Jahrhundert. Als möglicher Architekt gilt Tobias Günther. 2005 wurde die Brücke aufwändig saniert.
Der Name kommt von einer Sandstein-Figur des Heiligen Nepomuk auf der Brücke. Bis 1879 hieß die über die Brücke führende Straße noch Nepomukstraße.

## Architektur
Bei der Brücke handelt sich um eine zweibogige Sandsteinbrücke über den in Bruchsal kanalisierten Saalbach.

## Trivia
Eine 36 × 50 cm große Farbradierung der Brücke von Luigi Kasimir wurde am 3. März 2021 versteigert.